# Coupe du Maroc de football 2016
Navigation
Coupe du Trône 2015 Coupe du Trône 2017
La Coupe du Trône 2016 est la 60e édition de la Coupe du Trône de football.
Le tenant du titre est le Maghreb Association Sportive de Fès (MAS).
Le Maghreb de Fès, vainqueur de cette compétition, est qualifié pour le tour préliminaire de la Coupe de la confédération africaine 2017.

## Tour préliminaire
| Date        | Équipe 1               | Résultat | Équipe 2          |
| ----------- | ---------------------- | -------- | ----------------- |
| 28 mai 2016 | US Témara              | 3 - 2    | Stade Marocain    |
| 28 mai 2016 | COD Meknès             | 0 - 1    | Rachad Bernoussi  |
| 28 mai 2016 | RS Martil              | 1 - 0    | CA Khénifra       |
| 28 mai 2016 | HS Ben Slimane         | 1 - 2    | IZ Khemisset      |
| 28 mai 2016 | RC Al Hoceima          | 1 - 2    | HL OUJDA          |
| 28 mai 2016 | US Sidi Kacem          | 2 - 1    | AS Salé           |
| 28 mai 2016 | JS El Massira          | 3 - 2    | AUS Bouzekri      |
| 28 mai 2016 | AJS Boujdour           | 0 - 3    | CA Souk Sebt      |
| 28 mai 2016 | Olympique de Marrakech | 4 - 1    | USM Aït Melloul   |
| 28 mai 2016 | CJ Ben Guerir          | 3 - 4    | CAY Berrechid     |
| 28 mai 2016 | JS Kasbat Tadla        | 1 - 2    | CRS El Jadida     |
| 28 mai 2016 | Olympique Dcheira      | 0 - 2    | Racing AC         |
| 28 mai 2016 | Raja de Beni Mellal    | 1 - 0    | AUA Souss         |
| 28 mai 2016 | USA Tiznit             | 1 - 0    | CR Khemis Zemamra |
| 29 mai 2016 | AAS Ouislane           | 3 - 2    | Chabab Larache    |
| 29 mai 2016 | WS Témara              | 2 - 1    | WA Fès            |

## Seizièmes de finale
- 1/16e de finale de la Coupe du Trône Aller : 10/11/12 juin 2016
- 1/16e de finale de la Coupe du Trône Retour : 17/18/19 juin 2016
| Match | Équipe 1               | Résultat | Équipe 2                     | Aller | Retour          |
| ----- | ---------------------- | -------- | ---------------------------- | ----- | --------------- |
| 1     | IR Tanger              | 4 - 2    | MA Tétouan                   | 4 - 0 | 0 - 2           |
| 2     | US Témara              | 2 - 10   | Maghreb AS                   | 1 - 4 | 1 - 6           |
| 3     | CR Al Hoceima          | 3 - 3    | HL Oujda                     | 1 - 0 | 2 - 3           |
| 4     | WS Témara              | 4 - 5    | US Sidi Kacem                | 2 - 2 | 2 - 3           |
| 5     | MC Oujda               | 1 - 4    | Association sportive des FAR | 0 - 3 | 1 - 1           |
| 6     | Rachad Bernoussi       | 1 - 4    | RS Berkane                   | 1 - 1 | 0 - 3           |
| 7     | RS Martil              | 1 - 2    | IZ Khemisset                 | 1 - 1 | 0 - 1           |
| 8     | AAS Ouislane           | 3 - 3    | Kénitra AC                   | 3 - 1 | 0 - 2           |
| 9     | DH El Jadida           | forfait  | Raja CA                      | 1 - 1 | 2 - 2 (forfait) |
| 10    | KAC Marrakech          | 1 - 2    | OC Khouribga                 | 1 - 2 | 0 - 0           |
| 11    | Racing AC              | 2 - 6    | Fath US                      | 1 - 2 | 1 - 4           |
| 12    | Wydad AC               | 7 - 0    | USA Tiznit                   | 5 - 0 | 2 - 0           |
| 13    | Olympique de Marrakech | 2 - 11   | OC Safi                      | 1 - 4 | 1 - 7           |
| 14    | JS El Massira          | 4 - 3    | Raja de Beni Mellal          | 2 - 1 | 2 - 2           |
| 15    | CA Souk Sebt           | 5 - 1    | CAY Berrechid                | 2 - 0 | 3 - 1           |
| 16    | CRS El Jadida          | 2 - 7    | HUS Agadir                   | 0 - 3 | 2 - 4           |

## Phases finales

### Huitièmes de finale
Les Matchs Aller auront lieu entre le 02 - 07 septembre 2016
Les Matchs Retour auront lieu entre le 09 - 10 septembre 2016
| Match | Équipe 1                     | Résultat | Équipe 2                     | Aller | Retour |
| ----- | ---------------------------- | -------- | ---------------------------- | ----- | ------ |
| 17    | Olympique de Safi            | 3 - 1    | Union de Sidi Kacem          | 2 - 1 | 1 - 0  |
| 18    | FUS de Rabat                 | 4 - 1    | KAC de Kénitra               | 2 - 1 | 2 - 0  |
| 19    | Difaâ d'El Jadida            | 6 - 1    | CLUB AMAL SOUK ESSABTE       | 3 - 1 | 3 - 0  |
| 20    | Jeunesse sportive El Massira | 1 - 1    | Renaissance de Berkane       | 1 - 1 | 0 - 0  |
| 21    | Maghreb de Fès               | 2 - 1    | Wydad de Casablanca          | 1 - 0 | 1 - 1  |
| 22    | Chabab Rif Hoceima           | 1 - 5    | Association sportive des FAR | 0 - 4 | 1 - 1  |
| 23    | Ittihad Khemisset            | 2 - 0    | Hassania d'Agadir            | 1 - 0 | 1 - 0  |
| 24    | IR Tanger                    | 3 - 1    | Olympique de Khouribga       | 2 - 0 | 1 - 1  |

### Quarts de finale
Les Matchs Aller auront lieu entre le 27 - 28 septembre 2016
Les Matchs Retour auront lieu entre le 01 - 02 octobre 2016
| Match | Équipe 1          | Résultat  | Équipe 2                     | Aller | Retour |
| ----- | ----------------- | --------- | ---------------------------- | ----- | ------ |
| 25    | Olympique de Safi | 4-2 3 - 3 | FUS de Rabat                 | 3 - 0 | 0 - 3  |
| 26    | Difaâ d'El Jadida | 3 - 1     | Renaissance de Berkane       | 3 - 1 | 0 - 0  |
| 27    | Maghreb de Fès    | 4-2 1 - 1 | Association sportive des FAR | 0 - 1 | 1 - 0  |
| 28    | Ittihad Khemisset | 1 - 2     | IR Tanger                    | 1 - 1 | 0 - 1  |

### Demi-finales
Les Matchs Aller auront lieu entre le 19 octobre 2016
Les Matchs Retour auront lieu entre le 2 novembre 2016
| Match | Équipe 1          | Résultat  | Équipe 2          | Aller | Retour |
| ----- | ----------------- | --------- | ----------------- | ----- | ------ |
| 29    | Olympique de Safi | 3-0 1 - 1 | Difaâ d'El Jadida | 0 - 1 | 1 - 0  |
| 30    | Maghreb de Fès    | 1 - 1     | IR Tanger         | 0 - 0 | 1 - 1  |

### Finale
| Bleu et rouge |
| Entraîneur :  |
| Hicham Dmii   |

| jaune et noir  |
| Entraîneur :   |
| Tarik Sektioui |

| Bleu et rouge |
| Entraîneur :  |
| Hicham Dmii   |

| jaune et noir  |
| Entraîneur :   |
| Tarik Sektioui |

## Vainqueur
| Vainqueur Coupe du Trône 2016 Maghreb de Fès 4e titre |